# Aeliae
Aeliae, auch Eliae, Elia oder Aelia, war ein antiker Ort in der nordafrikanischen römischen Provinz Byzacena.
Aeliae befand sich an der Straße zwischen Aquae regiae und Thysdrus. Es wird vermutet, dass der Ort beim Dorf Henchir-Mraba im heutigen Gouvernement Mahdia lag.
In der Spätantike war es Sitz eines christlichen Bistums, das in den Jahren 411, 484 und 649 erwähnt wird.
Nach dem antiken Bistum benannt ist das heutige katholische Titularbistum Aeliae.